# Wafabank
Wafabank was een private bank in Marokko die eigendom was van de familie Kettani. In 2004 verkocht de familie haar aandelen aan de ONA Groep. Later kwam er een fusie met Banque Commerciale du Maroc die ervoor zorgde dat een nieuwe bank werd gevormd, Attijariwafa Bank.

## Geschiedenis
- 1904 - Compagnie Française de Crédit et de Banque richtte een filiaal op in Marokko van haar Algerijnse dochteronderneming onder de naam Compagnie Algérienne de Crédit et de Banque (CACB).
- 1959 - Aan de vooravond van de onafhankelijkheid, CACB, met 38 vestigingen, beschikt over het grootste netwerk in Marokko.
- 1968 - Een groep Marokkaanse private investeerders koopt een meerderheidsbelang, samen met de Compagnie Financière de Suez.
- 1985 - CFAB veranderde haar naam in Wafabank.
- 1986 - Wafabank verhuisde haar hoofdkantoor naar Casablanca.
- 1987 - Wafabank heeft een vestiging opgericht in België.
- 1993 - Wafabank verricht een beursintroductie.
- 1996 - Wafabank verwierf BBV's Uniban dochterbedrijf en BBV nam een belang van 8% in Wafabank. Credit Agricole Indosuez nam ook een participatie in Wafabank (14,8%).
- 2000 - Wafabank en de Senegalese holding "Keur Khadim," zij overeengekomen om Senbank op te richten.
- 2003 - Banque Commerciale du Maroc neemt Wafabank over.